# Kalkskär, Korpo
Kalkskär är en ö i Finland. Den ligger i Norra Östersjön eller Skärgårdshavet och i kommunen Pargas i den ekonomiska regionen  Åboland i landskapet Egentliga Finland, i den sydvästra delen av landet. Ön ligger omkring 88 kilometer söder om Åbo och omkring 190 kilometer väster om Helsingfors.
Öns area är 4,7 hektar och dess största längd är 440 meter i öst-västlig riktning.